# Manulitats i art folklòric en Guanajuato

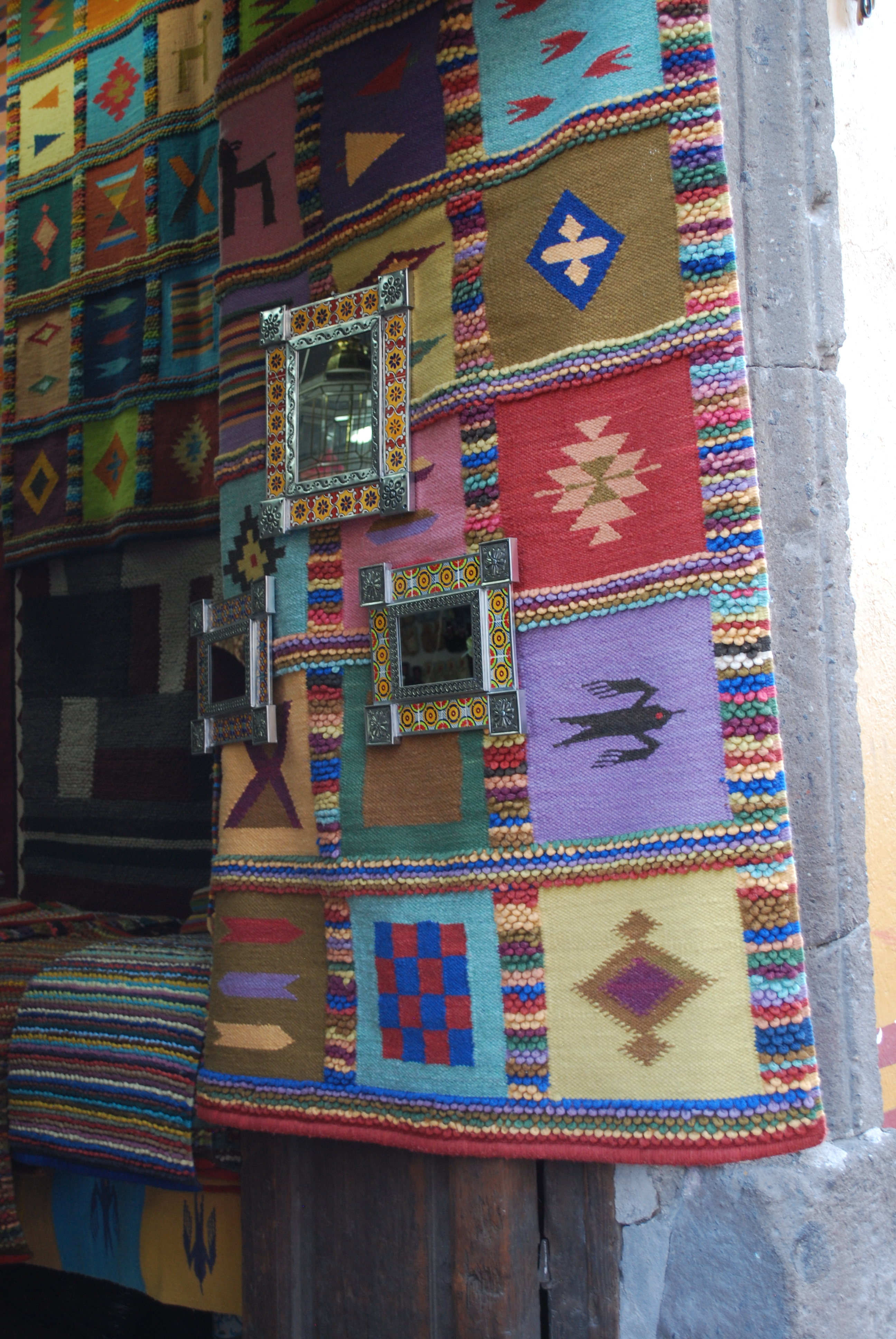
Entrada a una tenda d'artesanies en San Miguel d'Allèn amb un tapet i miralls amb marcs de metall

Les artesanies i l'art folklòric de Guanajuato són en gran part i generalment d'origen europeu, encara que trobem que alguns treballs indígenes àdhuc es poden apreciar en algunes comunitats.
L'artesania que és més reconeguda i més famosa és la de la ceràmica mayólica vernissada. Aquesta està formada per joguines tradicionals que estàn fetes a mà i amb diferents materials, sobre tot i especialment amb la tècnica de cartonería (paper mache).
Encara que les artesanies no són dins d'una indústria tan gran com en altres estats de la República mexicana, si que hi trobem bastants mercats d'artesanies que embenin a turistes. Un altre tipus d'artesanies que es duen a terme, inclouen el treball de ferro forjat, estany i vidre, tallat en fusta i el treball del cuir.

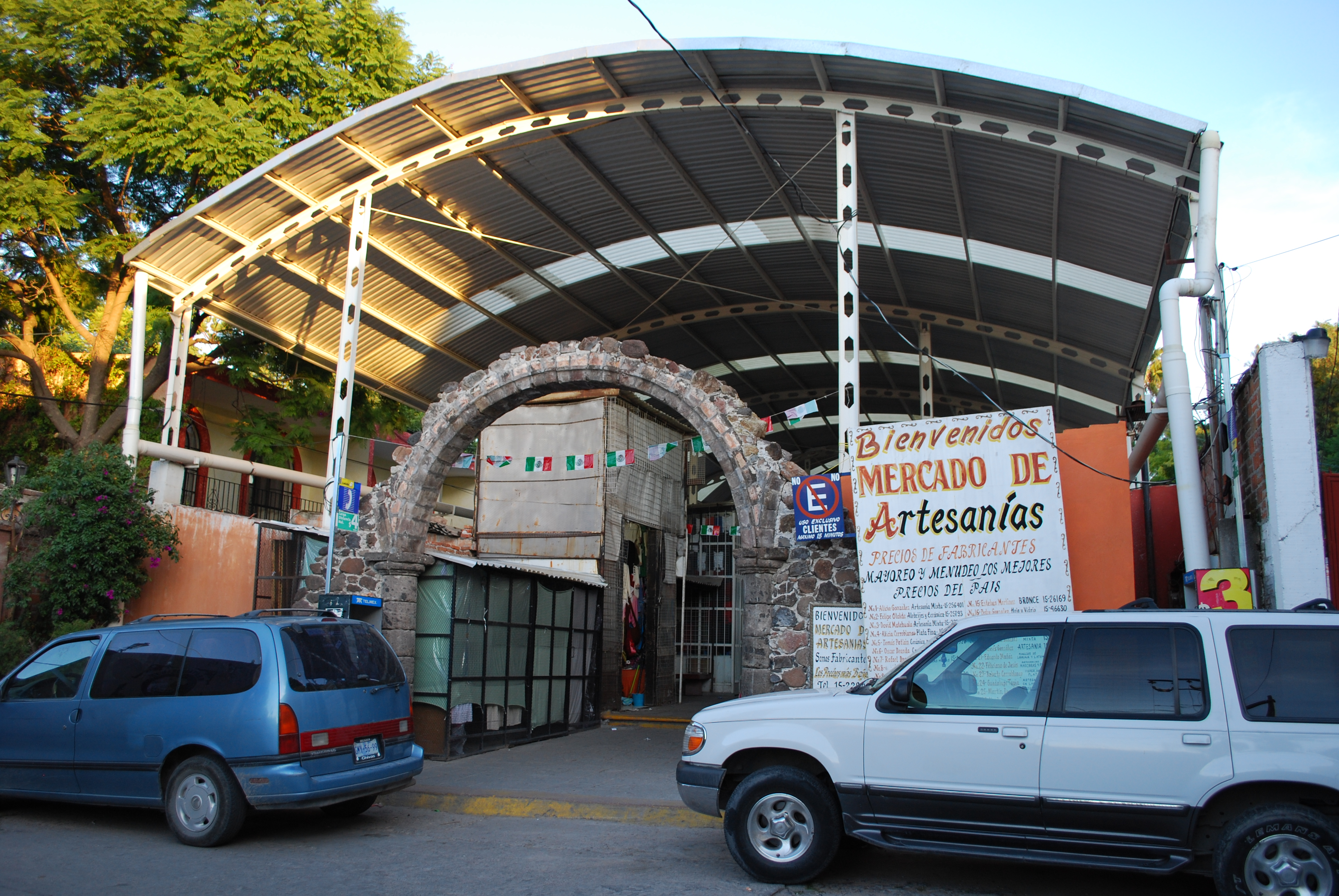
Entrada a mercat d'artesanies en San Miguel d'Allèn

Una de les característiques principals de les artesanies de Guanajauto és que aquestes estan dominades per productes i dissenys d'origen europeu, com a ceràmica envernissada, sàtrapes, raboses, articles d'estany, ferro forjat i treball en plata.
Encara que el que es fa i com es veu vària en les diverses comunitats que hi ha en l'estat. Són més austers que en les parts de Mèxic on existeix una major varietat de colors brillants, a causa d'una influència indígena més forta. No obstant això, hi ha algunes artesanies que mostren la influència de grups indígenes de l'estat (otomies, purepechas i chichimecas), però són molt locals.